# Маргарита Гонзага (1564 – 1618)
Вижте пояснителната страница за други личности с името Маргарита Гонзага.
Маргарита Барбара Гонзага (на италиански: Margherita Barbara Gonzaga; * 27 май 1564, Мантуа; † 6 януари 1618) от рода Гонзага е принцеса от Мантуа и чрез брак херцогиня на Ферара, на Модена и Реджо (24 февруари 1579 – 27 октомври 1597).

## Произход
Тя е най-голямата дъщеря на Гулиелмо Гонзага (* 1538, † 1587), от 1550 г. 3-ти херцог на Мантуа, маркграф на Монферат и от 1574 г. херцог на Монферат, и на съпругата му Елеонора Австрийска (* 1534, † 1594) от династията Хабсбурги. Нейни дядо и баба по бащина линия са херцог Федерико II Гонзага и Маргарита Палеологина, а по майчина – император Фердинанд I и Анна Ягелонина. Има брат и сестра:
- Винченцо I (* 1562, † 1612), 4-ти херцог на Мантуа и Монферат от 1587 г., съпруг на Маргарита Фарнезе и на Елеонора де Медичи
- Анна Катерина (* 1566, † 1621), съпруг на Фердинанд II, ерцхерцог на Австрия-Тирол.

## Биография
На 24 февруари 1579 г. Маргарита се омъжва за Алфонсо II д’Есте (* 1533 , † 1597), херцог на Ферара, Модена и Реджо от Дом Есте, внук на крал Луи XII. Тя е неговата трета съпруга. Всъщност след като получава була от папа Пий V през 1567 г., в която е приканен да има законни деца, ако не иска Есте да загубят Херцогство Ферара, Алфонсо е принуден да сключи трети брак. За Гулиелмо, бащата на булката, бракът означава подновяване на древен съюз с Херцогство Ферара, също и с оглед на експанзионистичните цели на Велико херцогство на Тоскана към по-малките херцогства като тези на Мантуа, Ферара и Парма. Всъщност Гулиелмо следва този брак с друг през 1581 г.: този между неговия първороден син Винченцо и Маргарита Фарнезе, дъщеря на Алесандро, херцог на Парма и Пиаченца.
В двора на Есте Маргарита, любителка на музиката, стартира женската танцува група и женската музикална група (група от певици и музикантки). Тя също се заобиколя с учени дами като Тарквиния Молца, поетеса и музикантка.
И с третия си брак Алфонсо остава без законни наследници. Усилията му да избегне анексирането на херцогството, феодално владение на Църквата, към Светия престол, както и участието му в кръстоносния поход срещу турците, са напразни: след смъртта му през 1597 г. папа Климент VIII не признава наследството на Чезаре д’Есте, произлизащ от извънбрачния син на Алфонсо I д’Есте.
Въпреки това голяма част от херцогския дворец и прилежащата градина остават собственост на семейство Есте и следователно на Маргарита. Дворът обаче трябва да се премести в Модена, в чието херцогство семейство Есте остава начело на управлението за други поколения.
След смъртта на нейния съпруг през 1597 г. Маргарита се връща в родния си град Мантуа при брат си херцог Винченцо I Гонзага, херцог на Мантуа и Монферат. Тя се посвещава на филантропски дейности, които вече е предприела във Ферара. Поради това основава манастира „Св. Урсула“ на 31 октомври 1599 г. Той на практика се превръща в двор, паралелен на херцогския, посветен на религиозното посвещение и на личния престиж, чествайки и двата двора чрез художествени поръчки, по-специално с изобразителните произведения на монахинята Лукрина Фети, сестра на Доменико Фети, художник от двора на херцог Фердинандо Гонзага.
Маргарита умира на 6 януари 1618 г. в Мантуа на 53-годишна възраст.